# 514-й пикирующий бомбардировочный авиационный полк
514-й пикирующий бомбардировочный авиационный полк, он же 514-й бомбардировочный авиационный полк — воинское подразделение вооружённых СССР в Великой Отечественной войне.

## История
Полк сформирован в 1940 году, на 22 июня 1941 года был отправлен на перевооружение пикирующими бомбардировщиками Пе-2.
В составе действующей армии во время ВОВ c 1 октября 1941 по 9 июля 1942 года.
С 1 октября 1941 года действует в интересах Северо-Западного фронта,  непосредственно по поступлении в армию - в интересах Новгородской армейской оперативной группы, затем в районах Старая Русса, Демянск, Холм и близлежащих. В частности, бомбардирует Новгород, в 1942 году - окружённую в Демянске группировку противника и «Рамушевский коридор». В июле 1942 года отведён в тыл на формирование и укомплектование.
Находясь на формировании, приказом Народного комиссара обороны СССР № 374 от 22 ноября 1942 года преобразован в 36-й гвардейский бомбардировочный авиационный полк.

## Полное наименование
- 514-й пикирующий бомбардировочный авиационный полк

## Подчинение
| Дата            | Фронт (округ)            | Армия               | Корпус | Дивизия (бригада)                 | Примечания |
| --------------- | ------------------------ | ------------------- | ------ | --------------------------------- | ---------- |
| 01.10.1941 года | Северо-Западный фронт    | -                   | -      | 6-я смешанная авиационная дивизия | -          |
| 01.11.1941 года | Северо-Западный фронт    | -                   | -      | 6-я смешанная авиационная дивизия | -          |
| 01.12.1941 года | Северо-Западный фронт    | -                   | -      | 6-я смешанная авиационная дивизия | -          |
| 01.01.1942 года | Северо-Западный фронт    | -                   | -      | 6-я смешанная авиационная дивизия | -          |
| 01.02.1942 года | Северо-Западный фронт    | -                   | -      | 6-я смешанная авиационная дивизия | -          |
| 01.03.1942 года | Северо-Западный фронт    | -                   | -      | -                                 | -          |
| 01.04.1942 года | Северо-Западный фронт    | -                   | -      | -                                 | -          |
| 01.05.1942 года | Северо-Западный фронт    | -                   | -      | -                                 | -          |
| 01.06.1942 года | Северо-Западный фронт    | -                   | -      | -                                 | -          |
| 01.07.1942 года | Северо-Западный фронт    | 6-я воздушная армия | -      | -                                 | -          |
| 01.08.1942 года | Московский военный округ | -                   | -      | -                                 | -          |
| 01.09.1942 года | Московский военный округ | -                   | -      | -                                 | -          |
| 01.10.1942 года | Московский военный округ | -                   | -      | -                                 | -          |

## Командиры
- Котнов, Александр Владимирович, майор, до марта 1942
- Лозенко, Павел Семёнович, майор, с марта 1942

## Отличившиеся воины полка
| Награда | Ф. И.О.                     | Должность                        | Звание            | Дата награждения | Данные о вылетах                           | Примечания                  |
| ------- | --------------------------- | -------------------------------- | ----------------- | ---------------- | ------------------------------------------ | --------------------------- |
|         | Бойко, Григорий Евдокимович | командир звена                   | старший лейтенант | 21.07.1942       | к моменту представления 158 боевых вылетов | посмертно, погиб 07.06.1942 |
|         | Майский, Дмитрий Васильевич | командир звена                   | старший лейтенант | 21.07.1942       | к моменту представления 78 боевых вылетов  | погиб 10.01.1943            |
|         | Плашкин, Борис Иосифович    | стрелок-бомбардир                | старший лейтенант | 21.07.1942       | к моменту представления 157 боевых вылетов | посмертно, погиб 15.03.1942 |
|         | Стружкин, Иван Васильевич   | заместитель командира эскадрильи | старший лейтенант | 21.07.1942       | к моменту представления 123 боевых вылета  | посмертно, погиб 06.04.1942 |